# Wünderbar
Wünderbar is een nummer geschreven door Edward Tudor-Pole. Er zijn minstens vier versies van. Opvallend aan de oorspronkelijke titel is de foutieve toepassing van de Umlaut, destijds een modegril binnen de punk. Het nummer is afkomstig van het album Eddie, Old Bob, Dick and Gary uit 1981. Op 17 juli van dat jaar werd het nummer op single uitgebracht.

## Tenpole Tudor
Wünderbar is een single van de Britse punkband Tenpole Tudor. Het is afkomstig van hun album Eddie, Old Bob, Dick and Gary uit 1981. Het album is vernoemd naar de vier voornamen van de bandleden. Op 17 juli van dat jaar werd het nummer op single uitgebracht.

## Hitnoteringen
De plaat werd uitsluitend een hit op de Britse Eilanden, Ierland en in het Nederlandse taalgebied. Het betekende in thuisland het Verenigd Koninkrijk de vierde van vijf Britse hits voor de band. De plaat behaalde een 16e positie in de UK Singles Chart en stond daarin negen weken genoteerd. Ook in Ierland werd de 16e positie bereikt.
In Nederland en België (Vlaanderen) sloeg alleen deze single van Tenpole Tudor aan.
In 2023, in de aanloop naar het EK voetbal in Duitsland, werd het refrein ('Wünderbar!') de goaltune van de Rode Duivels.

### Nederlandse Top 40
| Positie: | 30 | 15 | 5 | 4 | 4 | 8 | 18 | 30 | uit |

### Nationale Hitparade
| Positie: | 34 | 6 | 4 | 5 | 6 | 10 | 17 | 18 | 32 | 46 | uit |

### TROS Top 50
Hitnotering: 19-11-1981 t/m 21-01-1982. Hoogste notering: #4 (2 weken).

### TROS Europarade
Hitnotering: 20-12-1981 t/m 24-01-1982. Hoogste notering: #8 (1 week).

### Vlaamse Radio 2 Top 30
| Positie: | 10 | 5 | 3 | 3 | 3 | 1 | 3 | 13 | 12 | uit |

### Vlaamse Ultratop 50
In deze lijst werd Wünderbar (een punkplaat) van de eerste plaats afgehouden door One of Us van ABBA.
| Positie: | 14 | 10 | 6 | 3 | 3 | 2 | 3 | 11 | 18 | 38 | uit |

### NPO Radio 2 Top 2000
Wünderbar stond alleen in 2000 in de NPO Radio 2 Top 2000, op plek 1955.

## Mama's Jasje
In 1995 verscheen een versie door de Belgische band Mama's Jasje. Die versie met tekst van Peter Vanlaet werd alleen in België een succesje. De umlaut is verdwenen.

### Hitnotering

#### BelgischeBRT Top 30
| Positie: | 11 | 16 | 13 | 17 | 22 | 14 | 13 | 15 | 22 | uit |

#### VlaamseUltratop 30
| Positie: | 11 | 16 | 13 | 17 | 22 | 14 | 13 | 15 | 22 | 40 | 47 | uit |

## Gebroeders Ko
In 2011 haalde een versie van de Gebroeders Ko, een feestband, in Nederland de Single Top 100 met een versie van de gebroeders Ton en Gerard Koopmans. De Nederlandse Top 40 en de Mega Top 50 werden niet bereikt.

### Hitnoteringen

#### Single Top 100
| Positie: | 10 | 6 | 6 | 13 | 37 | 94 | uit |

## Andere versie
De Sjonnies, eveneens een feestband, nam het in een eigen vertaling op voor hun album Anti-roos.